# Frankfurter Museum

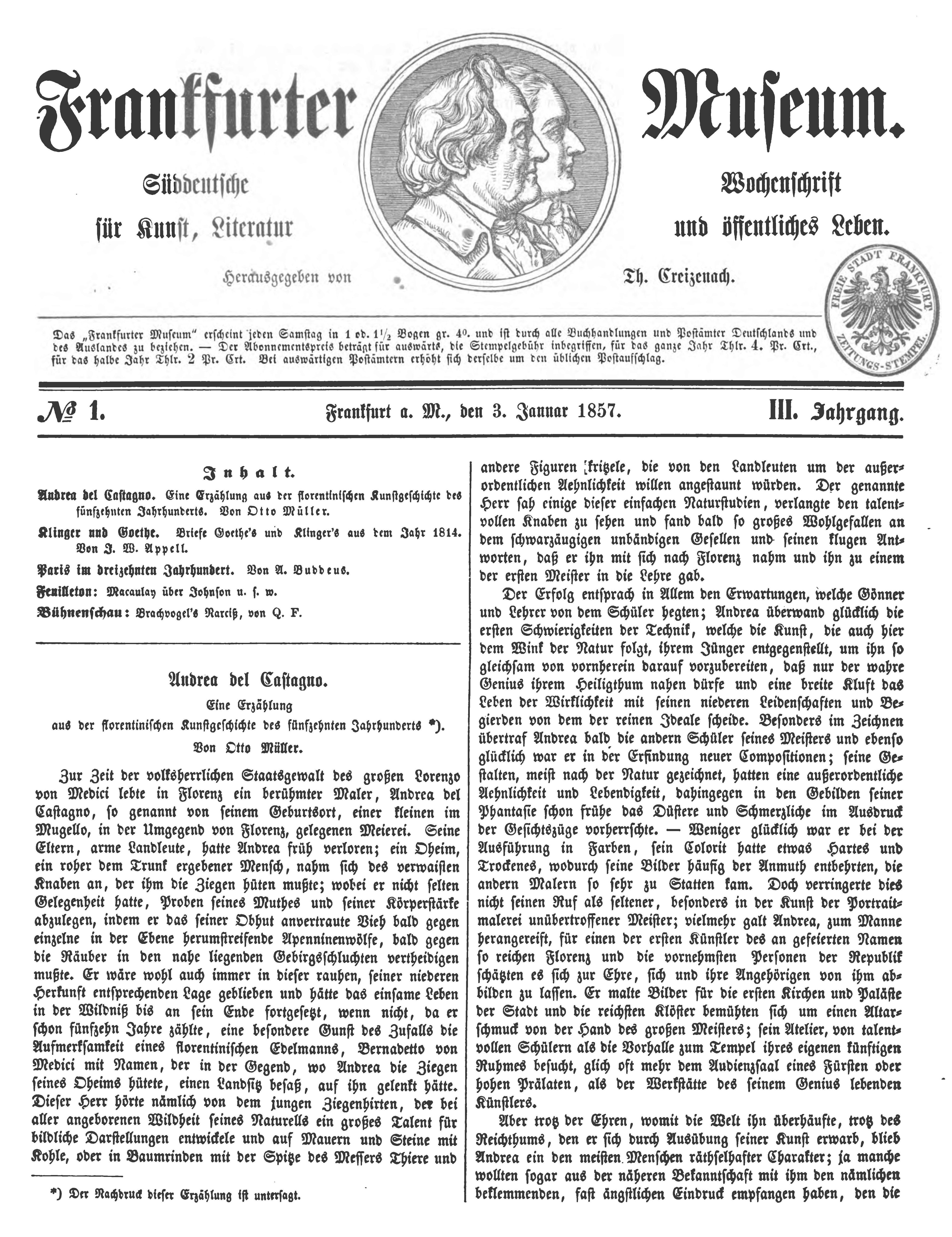
Frankfurter Museum, 3. Januar 1857, Titelseite

Die Zeitschrift Frankfurter Museum war eine samstäglich erscheinende Kulturzeitschrift, die vom 4. Quartal 1855 bis zum 2. Quartal 1859 in Frankfurt am Main erschien.

## Frankfurter Museum
Die Zeitschrift „Frankfurter Museum“ wurde 1855 von dem Schriftsteller Otto Müller gegründet. Sie trug in Nummer 1 den Untertitel „Aesthetische Wochenschrift“, ab Nummer 2 „Süddeutsche Wochenschrift“ und ab 1856 „Süddeutsche Wochenschrift für Kunst, Literatur und öffentliches Leben“.
1855 fungierte Müller als Herausgeber. 1856 gab er die Zeitschrift zusammen mit Theodor Creizenach heraus. 1857 und 1858 war Creizenach alleiniger Herausgeber. 1859 wurde die Zeitschrift von F. E. Suchsland herausgegeben („für den Herausgeber zur Zeit verantwortlich Friedrich Emil Suchsland“).
Die Zeitschrift druckte Novellen und Erzählungen in Fortsetzungen ab, außerdem Gedichte, Kritiken und Artikel mit biographischem, geographischem und kulturellem Inhalt. Mit dem Erscheinen der Nummer 26 wurde die Zeitschrift im Juni 1859 eingestellt. In der Mitteilung „An unsere Leser“ hieß es: „Mit der heutigen Nummer wird das Frankfurter Museum aufhören in der bisherigen Form als Wochenschrift zu erscheinen.“ Die in Aussicht gestellte „Umwandlung des Blattes in eine Revue“ fand nicht statt. Creizenach versuchte 1861, die Zeitschrift als „Neues Frankfurter Museum“ wiederzuerwecken, musste sie aber nach 9 Monaten einstellen.

## Neues Frankfurter Museum
Von April bis Dezember 1861 gab Theodor Creizenach das sechsmal wöchentlich erscheinende Kulturblatt „Neues Frankfurter Museum“ heraus, das als Beiblatt zur „Zeit“ erschien. Herausgeber und Redakteur war Creizenach. Thematisch lehnte sich das Blatt an das „Frankfurter Museum“ an.